# Weiter Graben
Der Begriff Weiter Graben bezeichnet eine Ansammlung von Quellästen des Wittgendorfer Wassers und die zugehörigen Kerbtäler. Es wird angenommen, dass diese Landschaftsformen durch pleistozäne Schmelzwässer entstanden sind. Heute werden die Täler gar nicht oder nur noch von Rinnsalen durchflossen. Entlang dieser Gräben finden sich hauptsächlich Nass- und Sumpfwiesen mit einigen aufgeforsteten Pappeln. 